# ران اشمیت
ران اشمیت (به انگلیسی: Rohn Schmidt) فیلم‌بردار و کارگردان تلویزیونی اهل آمریکا است.
او به‌عنوان فیلم‌بردار در تعدادی از فیلم‌ها از جمله مردان جنگ (۱۹۹۴) و مه (۲۰۰۷) فعالیت داشت.
او همچنین به‌عنوان فیلم‌بردار در مجموعه‌ تلویزیونی مردگان متحرک (۲۰۱۰–۲۰۲۲) فعالیت داشت. از آثار کارگردانی او می‌توان به نجات گریس اشاره کرد.